# Asioplax isabelia
Asioplax isabelia är en dagsländeart som beskrevs av Baumgardner, Meyer och Mccafferty 2006. Asioplax isabelia ingår i släktet Asioplax och familjen Leptohyphidae. Inga underarter finns listade i Catalogue of Life.